# أنديلكو سافيتش
أنديلكو سافيتش هو لاعب كرة قدم سويسري في مركز الهجوم، ولد في 11 مارس 1993 في لوزان في سويسرا. شارك مع منتخب سويسرا تحت 16 سنة لكرة القدم ‏ ومنتخب سويسرا تحت 17 سنة لكرة القدم ومنتخب سويسرا تحت 18 سنة لكرة القدم ومنتخب سويسرا تحت 19 سنة لكرة القدم ومنتخب سويسرا تحت 21 سنة لكرة القدم. أما مع النوادي، فقد لعب مع شيفيلد وينزداي ونادي سامبدوريا ونادي لوزان ونادي نوشاتل زاماكس.

## وصلات خارجية
- أنديلكو سافيتش على موقع قاعدة بيانات كرة القدم.إي يو (الإنجليزية)
- أنديلكو سافيتش على موقع Soccerway.com (الإنجليزية)
- أنديلكو سافيتش على موقع AS.com (الإسبانية)